# Ctenobrycon
Ctenobrycon és un gènere de peixos de la família dels caràcids i de l'ordre dels caraciformes.

## Taxonomia
- Ctenobrycon alleni (Eigenmann & McAtee, 1907)[2]
- Ctenobrycon hauxwellianus (Cope, 1870)[3]
- Ctenobrycon multiradiatus (Steindachner, 1876)
- Ctenobrycon spilurus (Valenciennes, 1850)[4][5][6][7][8][9][10][11]